# 987 Воллія
987 Воллія (987 Wallia) — астероїд головного поясу, відкритий 23 жовтня 1922 року.
Тіссеранів параметр щодо Юпітера — 3,148.